# Ochetotettix
Ochetotettix is een geslacht van rechtvleugeligen uit de familie doornsprinkhanen (Tetrigidae). De wetenschappelijke naam van dit geslacht is voor het eerst geldig gepubliceerd in 1900 door Morse.

## Soorten
Het geslacht Ochetotettix  is monotypisch en omvat slechts de volgende soort:
- Ochetotettix barretti (Hancock, 1899)